# Highland (cheval)
Vous lisez un « article de qualité » labellisé en 2023.
Pour les articles homonymes, voir Highland.
Le Highland est une race de grands poneys, originaire d'Écosse. Ses origines restent nébuleuses, mais il a assurément reçu l'influence de chevaux scandinaves, puis ibériques et arabes, et celle de chevaux de trait, en particulier du Clydesdale. L'étalon fondateur de la race, Herd Laddies, naît en 1881 ; le registre généalogique est fondé en 1896 puis la société du poney Highland, la Highland Pony Society, l'est en 1923.
Comme tous les poneys britanniques semi-sauvages, le Highland est très rustique. C'est l'un des poneys britanniques les plus grands et les plus forts, avec une morphologie semi-lourde et des crins très abondants. Il est connu pour arborer une robe aux caractères primitifs exprimés par le gène Dun, tels que la raie de mulet et les zébrures sur les membres. Il dispose d'une excellente longévité et d'une bonne santé générale, bien qu'il soit vulnérable à l'obésité et à la fourbure de printemps.
Longtemps utilisé pour le travail ou comme animal de bât par les fermiers écossais, qui l'apprécient pour sa force et son agilité, il est désormais réputé pour l'équitation de loisir, tout particulièrement en randonnée équestre et à l'attelage. Le Highland reste néanmoins une race rare, avec un effectif mondial d'environ 5 500 sujets. Il s'est exporté vers d'autres pays : après le Royaume-Uni, la France et l'Allemagne possèdent le cheptel le plus important.

## Dénomination et sources
Le poney Highland tient son nom de sa région d'origine, les collines des Hautes terres d'Écosse. Un synonyme désormais obsolète pour le désigner est « poney écossais » (Scottish pony).
Jusqu'en 1932, plusieurs types sont distingués chez cette race,. Le Western Highland (poney des îles de l'Ouest, ou poney des Hébrides) est plus petit et plus léger que le Scottish Mainland, ou Garron,, qui peut dépasser 1,50 m et qui dépasse toujours 1,42 m, taille que le Western Highland ne dépasse au contraire jamais. Le terme Garron dérive de gearran, un mot gaélique écossais désignant un hongre ou un cheval de travail. Le poney des Hébrides est parfois rattaché à la race Highland, la plupart de ses représentants ayant été absorbés par elle. Ces différents types ont été mélangés entre eux, seul l'Eriskay ayant été préservé dans sa spécificité. Cependant, une partie des éleveurs de Highland ne reconnaissent pas l'Eriskay comme une race distincte.
L'ouvrage Scotland's native horse: Its history, breeding and survival, publié en 1992 par le docteur en médecine vétérinaire Robert W. Beck, constitue d'après la critique qu'en fournit Marace Dareau (université d'Édimbourg) une défense de l'opinion de son auteur, selon lequel l'Eriskay est la race de chevaux originelle historique de toute l'Écosse, plutôt que le Highland, qui a été croisé avec des chevaux d'origine extérieure. Selon Dareau, le « manque de perspicacité scientifique » qui traverse cet ouvrage « jette le doute même sur les domaines dans lesquels Beck, en tant que vétérinaire, a clairement une expertise ».

## Histoire

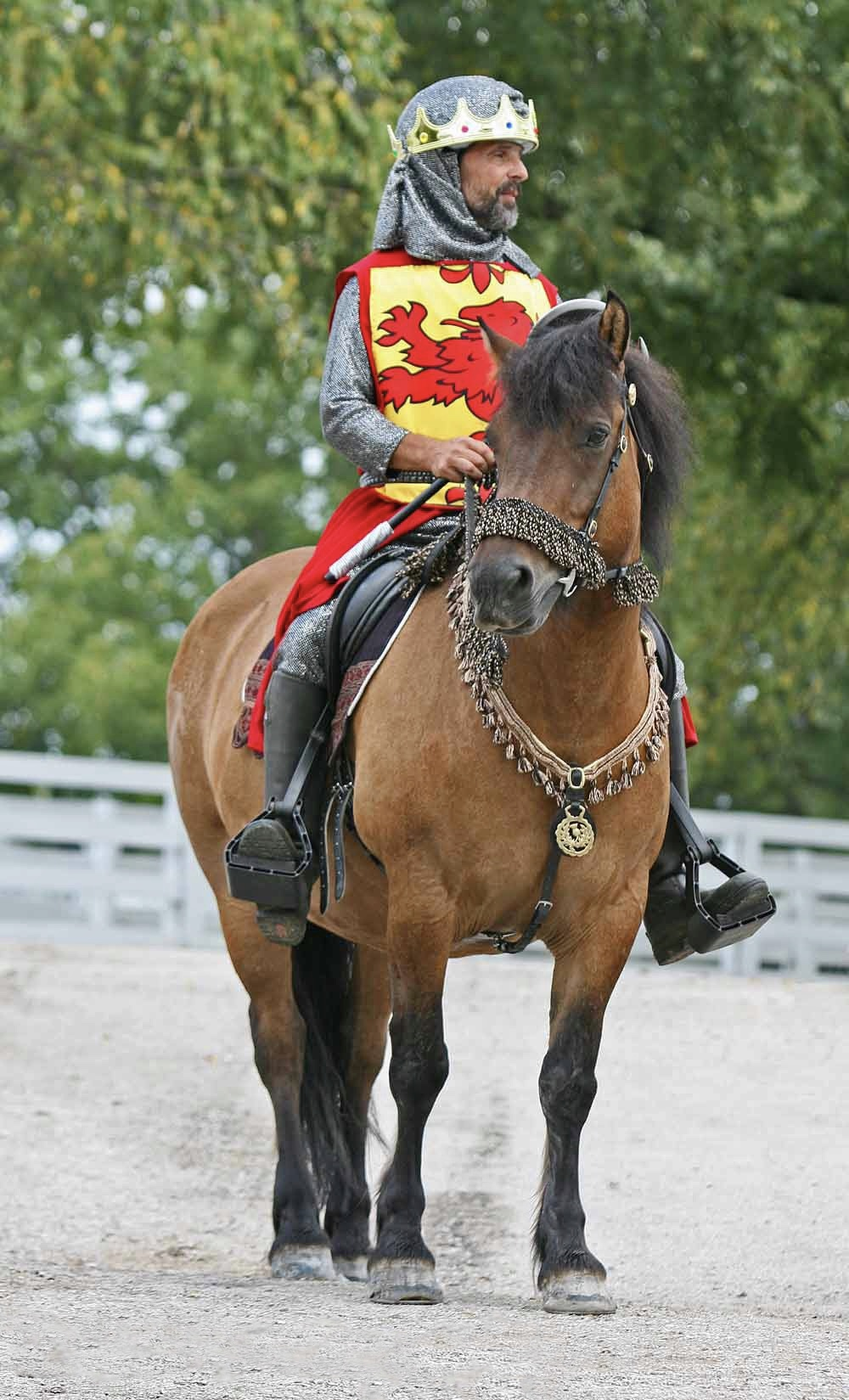
Poney Highland monté en costume médiéval.

La question de savoir si le Highland trouve des origines préhistoriques, ou si ses ancêtres ont été introduits en Écosse durant l'Antiquité, est longtemps restée controversée,, mais l'origine de tous les chevaux domestiques du monde a été récemment établie dans la steppe pontique (d'après une vaste étude publiée dans Nature en 2021), ce qui rend la thèse d'une origine préhistorique du Highland invalide. L'Organisation des nations unies pour l'alimentation et l'agriculture (FAO) indique 1830 comme étant la date d'origine de la race, et trace l'origine du Highland aux crofters, c'est-à-dire de petits chevaux de ferme (crofts). Génétiquement, le poney Highland présente des affinités avec les chevaux de trait écossais et avec le Lipizzan, ce qui confirme les preuves historiques d'une introgression du Clydesdale et de l'Andalou.

### Origines
La tradition populaire, citée entre autres par le journaliste équestre anglais Elwyn Hartley Edwards et par Bonnie Lou Hendricks de l'université de l'Oklahoma, soutient que les plus anciens ancêtres du Highland remonteraient à la dernière glaciation,. Elle veut que des chevaux sauvages aient gagné l'Écosse à l'époque où la Grande-Bretagne était reliée au continent,,.
Il existe des preuves archéologiques d'une présence chevaline en Écosse à partir de l'âge du bronze, où des montures sont amenées depuis la Scandinavie. Des ossements datés de 800 ans av. J.-C. ont notamment été retrouvés. CAB International décrit le Highland comme un vieux type de poney celte.
Le journaliste équestre Martin Haller soutient que l'ancêtre du Highland a été amené par les Vikings. Au Moyen Âge, les échanges entre l'Écosse et les pays scandinaves entraînent en effet la propagation de petits chevaux de type Fjord, et Døle, expliquant une relative ressemblance entre ces races, et également avec l'Islandais. De nombreux échanges s'effectuent avec l'Islande. Pour Hendricks, les plus anciennes sources à propos de la race remontent au XIVe siècle, et Robert Bruce lui-même aurait monté un poney des Highlands. Bonnie Prince Charlie est réputé pour avoir monté un poney Highland pendant les rébellions jacobites au XVIIIe siècle.

### Croisements et influences

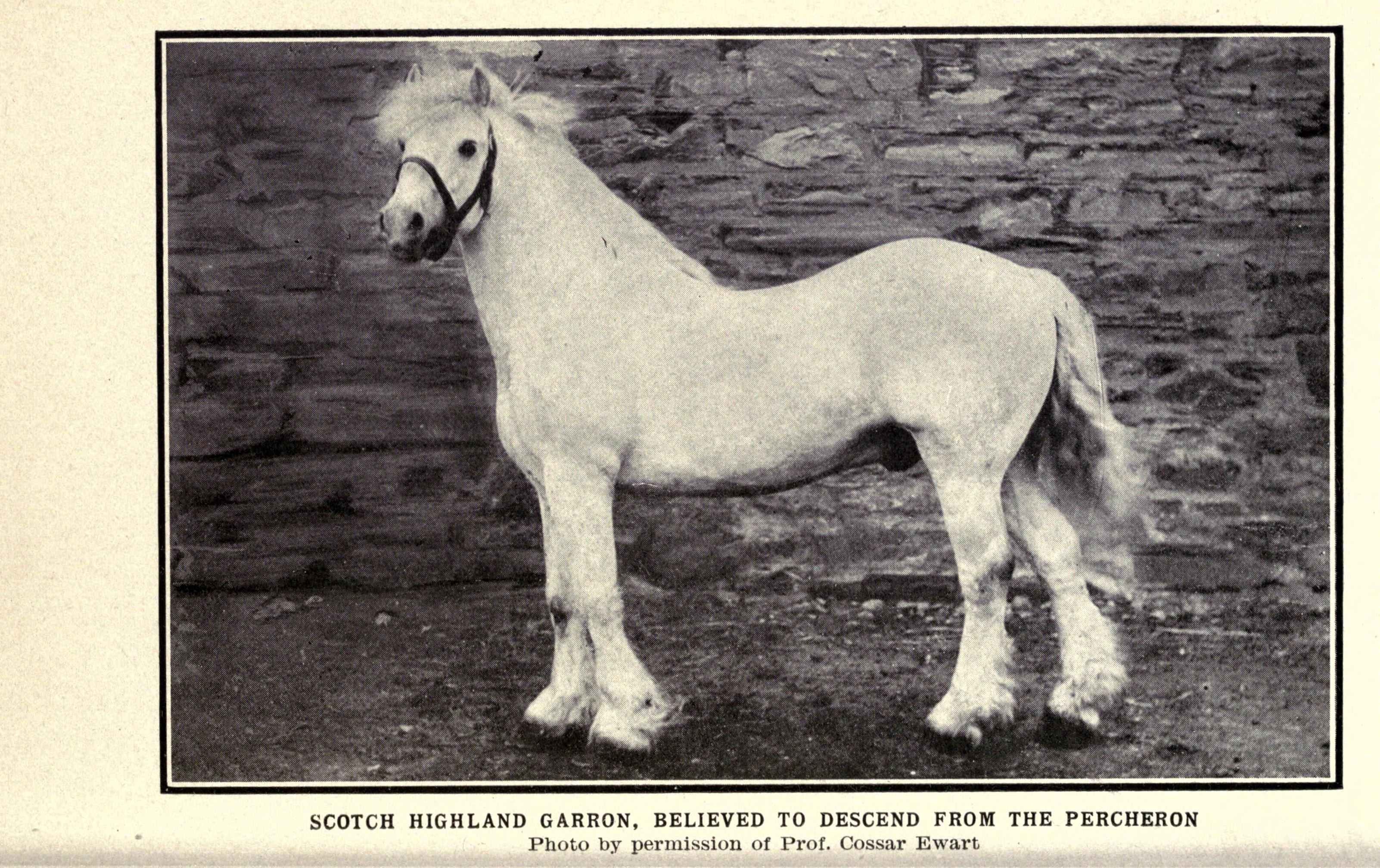
Poney Garron écossais, présumé descendant de chevaux de trait de type Percheron.

Le Highland connaît de nombreux croisements au cours de son histoire. Vers 1535, le roi français Louis XII fait don de chevaux de trait (de type Percheron,) au roi écossais Jacques V, qui apportent leur influence au cheptel local écossais. Au cours des 200 ans suivants, la race aurait reçu un apport de sang espagnol. Les ducs d'Athol, les premiers éleveurs connus, ont ensuite apporté l'influence du cheval oriental à la souche locale,. Au XIXe siècle, l'éleveur John Munro Mackenzie a croisé un étalon Arabe syrien qui a fondé une lignée particulière sur l'île de Mull, la lignée de Calgary (en),. L'influence du Clydesdale est aussi notable. Le Highland a donc été croisé avec le Percheron, l'Ibérique, l'Arabe et le Clydesdale,. Comme le Fell et le Dales, il a absorbé la vieille race du Galloway.

### AuXIXesiècle
Au XIXe siècle, le Highland est plus petit d'environ 10 cm que les poneys modernes ; ce sont les croisements avec le Clydesdale, afin de l'orienter vers les travaux forestiers, qui ont augmenté sa taille. Des poneys hauts d'environ 1,30 m sont couramment montés par des hommes écossais adultes, qui peinent parfois à tenir leurs pieds éloignés du sol. La construction de routes par la Commission Roads en 1813 facilite l’accès à l'Écosse, entraînant l'arrivée de propriétaires terriens, de sportsmen et de touristes.
Le scientifique écossais John MacCulloch décrit entre 1811 et 1821 sa chevauchée sur un poney Highland d'une valeur de cinq pounds, portant deux fers aux antérieurs. La reine Victoria décrit elle aussi, dans son journal, un voyage équestre sur un poney local dans les Highlands. Reprenant une anecdote citée par M. Hall dans ses Voyages en Écosse, le comte Achille de Montendre en fournit la description suivante en 1844 : 

« Le highland poney est très-inférieur au galloway, mais il est doué d'une fort grande intelligence. Lorsque ces animaux arrivent près des endroits marécageux de l'Écosse, où se trouvent des fondrières souvent dangereuses, ils prennent la précaution de frapper le sol avec le pied pour savoir s'il pourra les porter. Ils font la même manœuvre quand il s'agit de traverser un étang ou une rivière couverte de glace. »

— Achille de Montendre,  Des institutions hippiques et de l'élève du cheval dans les principaux états de l'Europe.

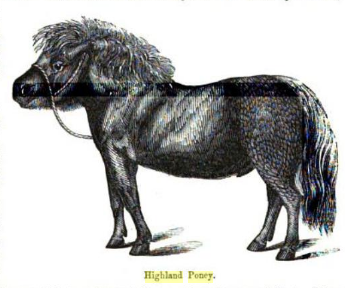
Gravure dépréciative d'un Highland Poney par John Donaldson dans son ouvrage British Agriculture, en 1860.

De même, le recueil de la Bibliothèque vétérinaire de 1849 le décrit comme « beaucoup inférieur au galloway ; sa tête est grosse ; il est bas du devant, long de dos, court de membres, droit sur ses paturons, plutôt lent dans ses allures et désagréable à monter, si ce n'est au galop. Ses habitudes de vivre le rendent dur à la fatigue ; car il est rarement abrité sous un toit, été comme hiver ».
D'après Louis Moll et Eugène Gayot, le croisement entre les races Highland et Clydesdale rencontre une grande popularité durant les années 1870 et 1880.
Le premier poney officiellement enregistré comme un Highland est Herd Laddie, fils de Highland Laddie, né en 1881 et devenu étalon en 1887, au haras d'Atholl,. La plupart des poneys actuels descendent de cet étalon. Le registre généalogique de la race est créé en 1889 (selon CAB International) ou 1896 (selon Hendricks).

### Depuis leXXesiècle

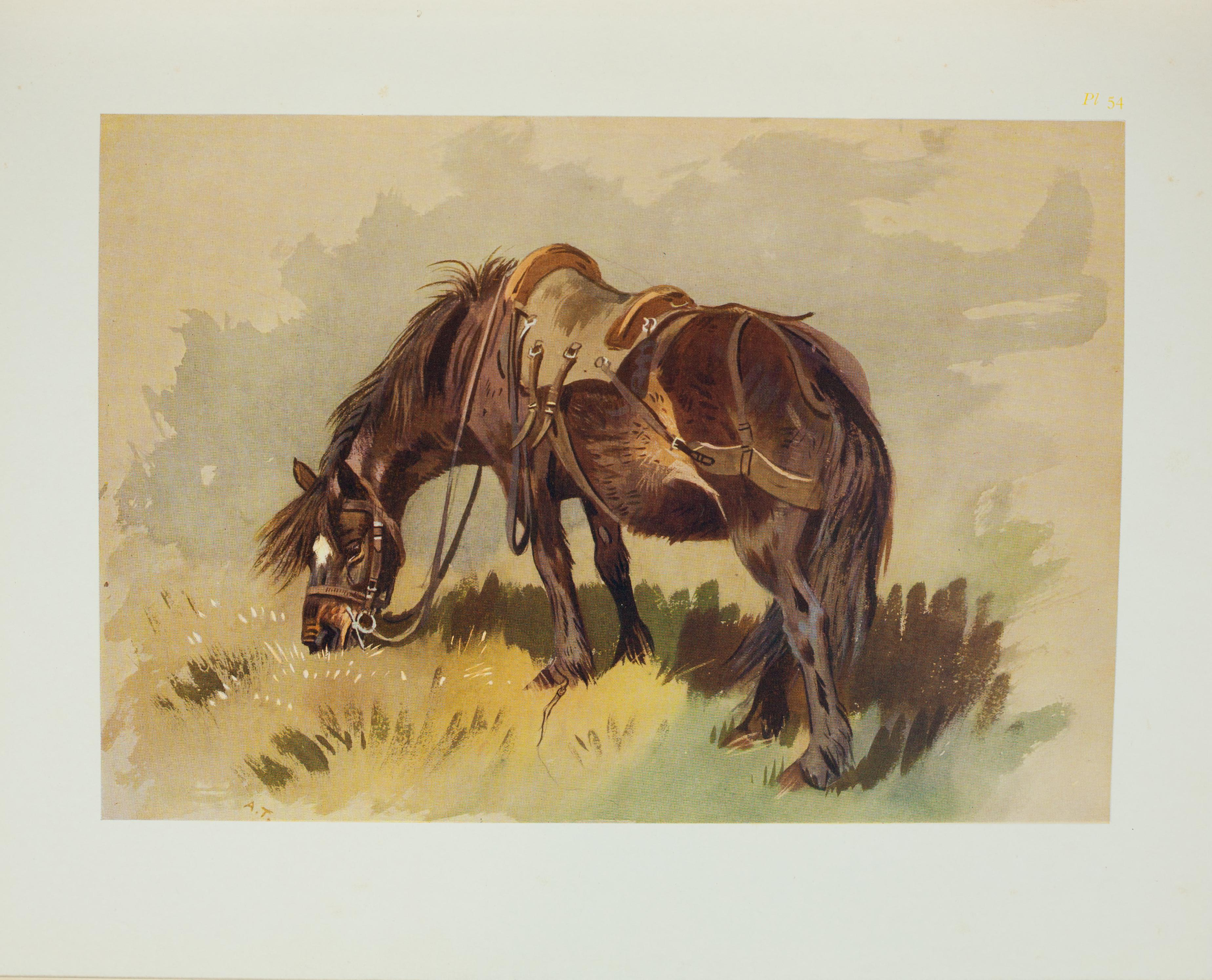
Poney Highland bâté, dessiné par Archibald Thorburn en 1919.

Le Highland est mis à profit par la remonte de plusieurs corps de cavalerie (en) pendant la guerre des Boers.
La Highland Pony Society est créée en 1923, et gère depuis lors le registre généalogique de la race,,. La motorisation des activités agricoles entraîne ensuite un fort déclin du nombre de poneys. En 1952, pour fournir du travail estival à ses poneys de chasse au cerf, Evan Ormiston ouvre le premier centre de randonnée équestre bâtée de Grande-Bretagne à Newtonmore (en). Cette activité se répand ensuite sur la totalité de l'île. D'après Hendricks, « la randonnée équestre a été créée sur les larges dos des poneys Highland ». C'est souvent à travers cette activité que la race a été découverte puis exportée hors d'Écosse.
En 1976, une harde de poneys Highland semi-sauvages sur l'île de Rùm (Hébrides intérieures) fait l'objet d'une étude par Tim Clutton-Brock et ses collègues, qui démontrent l'existence de hiérarchies bien définies entre ces poneys, et une augmentation marquée de la fréquence des interactions agonistiques lorsque de la nourriture est apportée, sans effet sur les systèmes de rangs du troupeau. Les données de cette étude sont réanalysées par John M. Roberts Jr. et Bridget A. Browning en 1998, qui notent que la proximité est plus grande chez les paires de poneys dont la différence d'âge est moindre et dans lesquelles le toilettage mutuel est fréquent.
La reine Élisabeth II a possédé des chevaux Highland et Fell dans ses écuries du château de Windsor, ainsi qu'un élevage de Highland au château de Balmoral,. L'un des principaux spécialistes et éleveurs de Highland, Robert Davidson de Crieff, est décédé en 2022.

#### Implantation en France
Le Highland est importé en France en 1969, année de création de l'Association française du poney Highland (AFPH). Son élevage se développe dans un premier temps en Bretagne, puis s'étend aux régions Centre et Île-de-France. L'élevage du Guilou, situé à Larret dans le pays d'Iroise, devient une référence de la race à la fin des années 1980, avec plus d'une centaine de Highland. En 1987, six poneys Highlands sont importés par la Ligue pour la protection des oiseaux (LPO) afin d'être relâchés dans la réserve naturelle nationale du marais d'Yves, et d'y jouer le rôle de « tondeuses écologiques ». En 2003, ce site compte une quinzaine de juments et un étalon, répartis sur trois réserves de la LPO. Des Highland jouent également ce rôle de tondeuse écologique dans la réserve naturelle nationale du Platier d'Oye, au moins depuis 1991.

#### Implantation en Allemagne
La première jument Highland arrive en Allemagne en 1987, suivie en 1990 par l'étalon Duart of Glenmuick. Le IG Highland Pony "Der Clan" e. V. est créé en 1993, puis reconnu comme filiale de la Highland Pony Society d'Écosse.

## Description

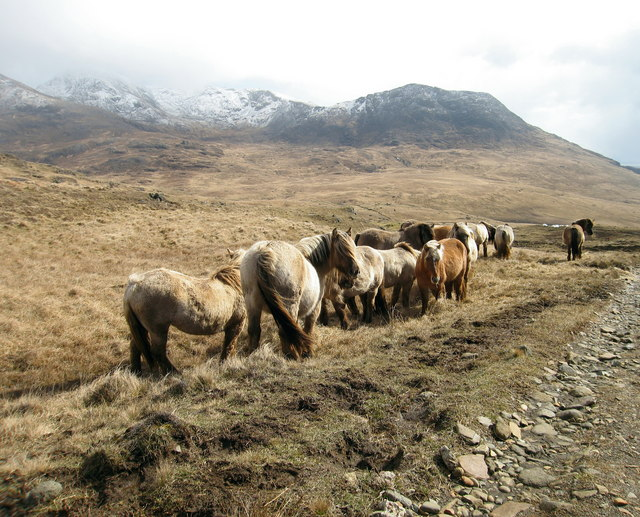
Poneys Highland semi-sauvages de l'île de Rùm.

Le Highland est rattaché au groupe des poneys des montagnes et des landes (mountain and moorlands ponies). Il est le plus grand et le plus fort des poneys des îles Britanniques, proche d'un cheval de trait. Sa parenté génétique avec le Clydesdale, dont il est aussi proche géographiquement, a été confirmée en 2005. Cela a aussi permis de le distinguer de la race Eriskay, qui n'a pas connu de croisements avec le Clydesdale. Il est relativement distant génétiquement des races du Fell et du Dales, et présente une grande diversité de nucléotides.
Il est désormais sélectionné plutôt dans sa version légère, pour une équitation de loisir et de manège. Il conserve néanmoins de nombreuses caractéristiques propres aux races primitives, notamment sa robe.

### Taille et poids

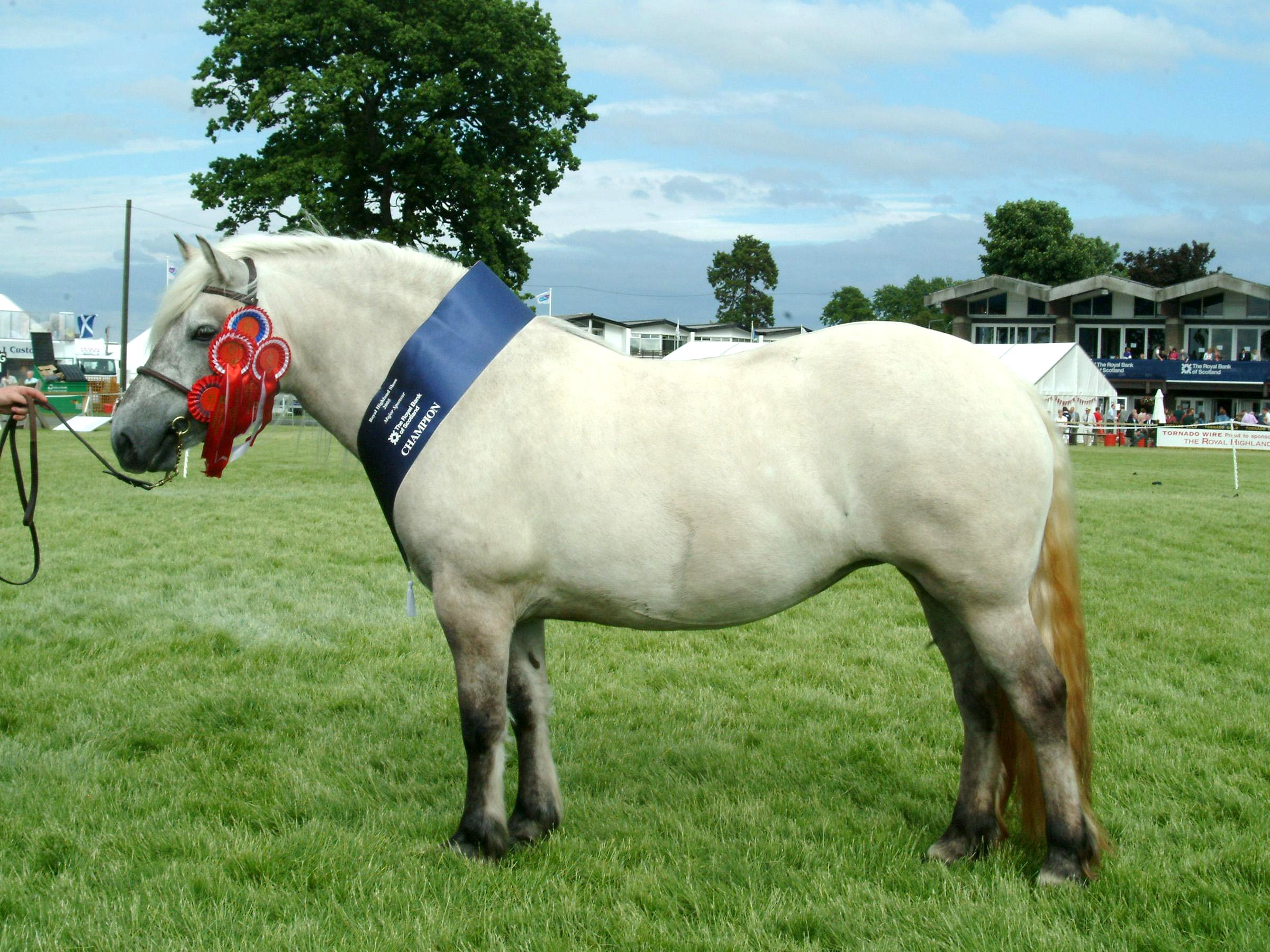
Poney Highland primé lors du Royal Highland Show de 2005, présentant une obésité visible.

La taille au garrot de ce grand poney varie de 1,25 m à 1,44 m selon l'auteur italien Gianni Ravazzi, 1,24 m à 1,47 m selon CAB International, 1,32 m à 1,48 m selon d'autres sources,,,. Selon le standard officiel, pour être reconnu comme Highland, il ne doit pas dépasser 1,48 m. Lætitia Bataille et Amélie Tsaag Valren indiquent cependant l'existence de poneys mesurant jusqu'à 1,55 m.
Il pèse en moyenne de 400 à 550 kg,, ce poids étant atteint chez les individus semi-lourds. Le Highland a tendance à grossir rapidement lorsqu'il pâture sur un terrain riche, et devient plus rapidement obèse que d'autres races de chevaux. Les poneys présentés en concours le sont souvent dans un état d'embonpoint,.

### Morphologie
C'est un poney très porteur et particulièrement fort relativement à sa taille ; il peut supporter des charges de plus de 100 kg. Il dégage une impression générale de sérieux, de rusticité et de massivité,, avec des lignes lourdes, mais reste néanmoins harmonieux. Le modèle est médioligne.

#### Tête

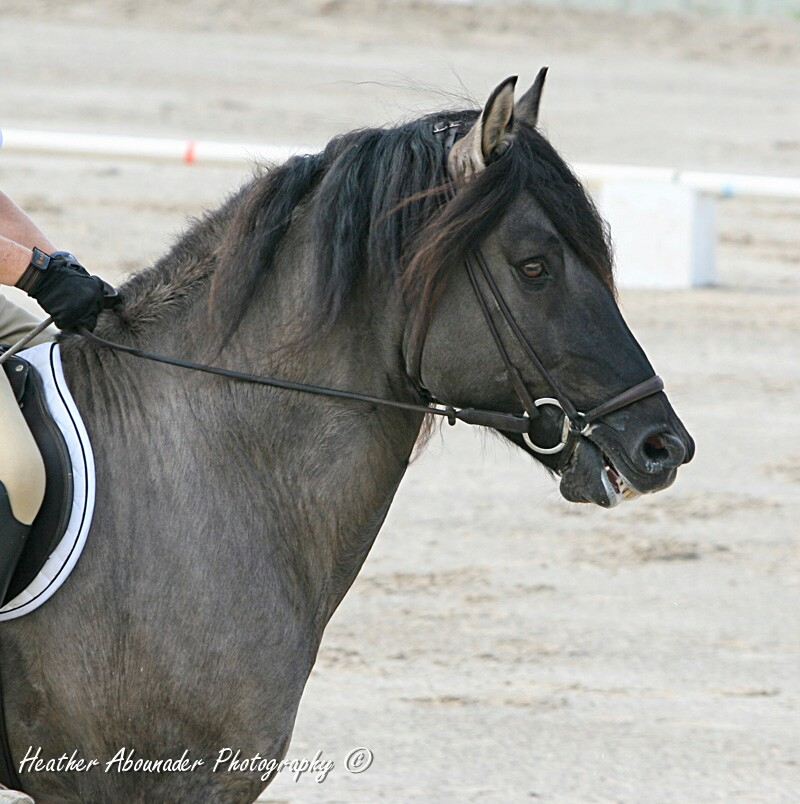
Tête et encolure d'un étalon Highland à la robe souris.

La tête est proportionnée au corps, courte et large, profonde et bien modelée, dotée de ganaches fortes et d'une forme conique, donnant une apparence caractéristique. Le profil est rectiligne ou légèrement moutonné (busqué),,. Le front est large,. Les oreilles sont petites et écartées l'une de l'autre ; les yeux sont expressifs. Les naseaux sont larges,,, mais le bout de nez est plus effilé, devant néanmoins donner une impression carrée. La tête ne doit pas être lourde ; elle est recherchée portée haut,.

#### Avant-main
La gorge n'est pas chargée. L'encolure est forte et épaisse,, dotée d'une base large, convexe dans sa partie supérieure, et pas très longue. Elle se fond dans des épaules bien descendues, robustes et relativement inclinées, placées bien en arrière. Le poitrail est large et profond, le corps est massif. Le garrot ne doit pas être plat ; il est généralement large. Le dos est souple, court, large, et fort,. Les côtes sont arrondies, donnant un corps cylindrique.

#### Arrière-main et membres
L'arrière-main et la croupe sont puissantes, larges et rondes, avec des reins forts, une légère obliquité de la croupe, et une queue attachée haut,. Les membres (en) sont courts et solides, forts. La cuisse est bien descendue, musclée et forte. Les os sont ovales. Les genoux sont larges et plats et les canons courts. Les avant-bras sont très forts. Les paturons sont obliques et ne doivent pas être trop courts,. Les sabots sont larges, mais bien proportionnés au corps et de couleur noire.

#### Crins et pelage
Les crins de la crinière, du toupet et de la queue sont particulièrement abondants, longs et soyeux ; ils ne doivent pas être drus. Ils constituent un caractère typique de la race Highland. Ils peuvent présenter une légère ondulation, comme chez les chevaux ibériques. Les membres sont recouverts de longs poils et de fanons soyeux dans leur partie inférieure,,. Durant l'été, seuls les fanons restent sur les membres.
En hiver, le Highland développe un sous-poil dense et doux, qui le protège des intempéries,,.

### Robes

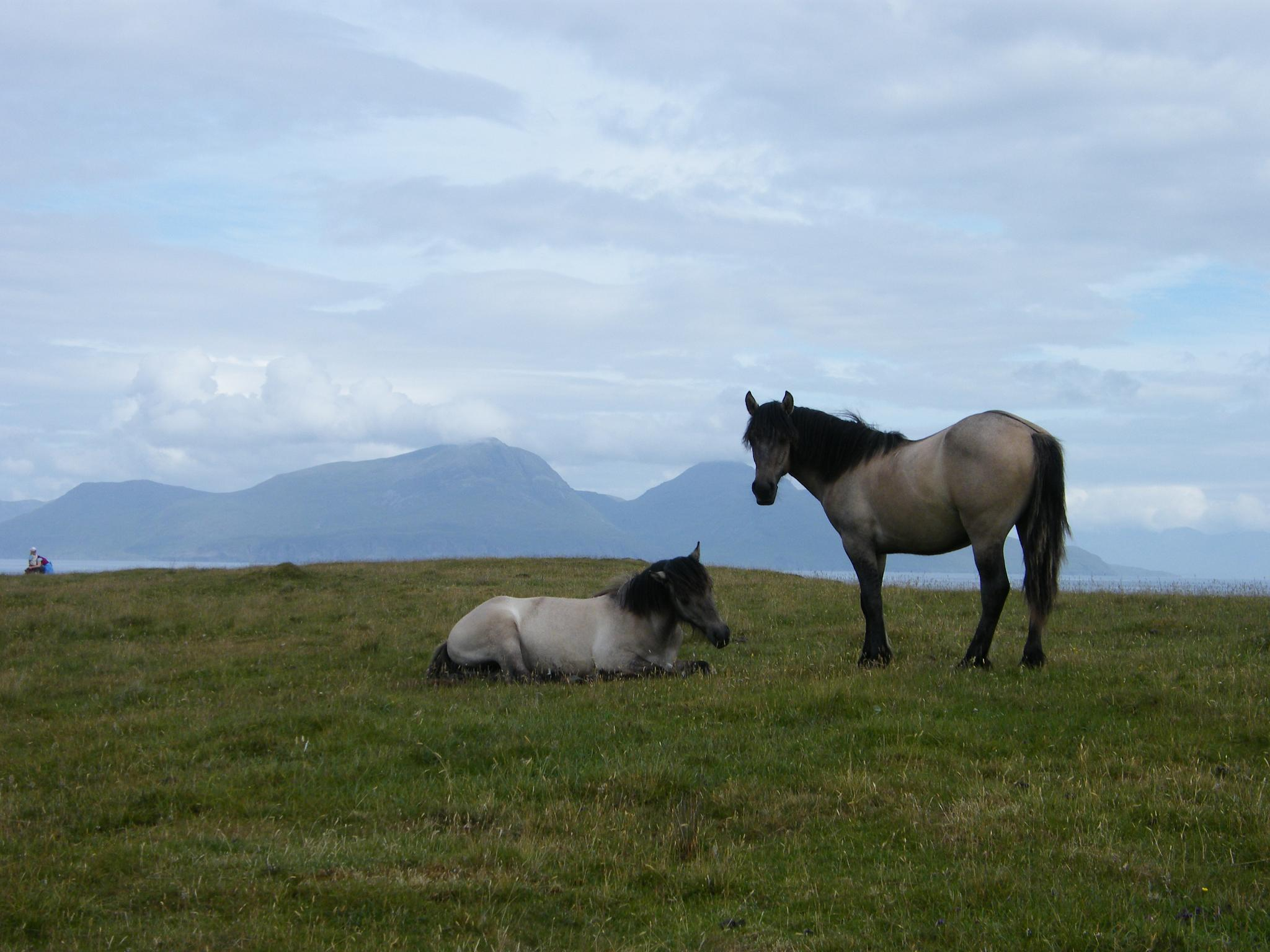
Poneys Highland de robe souris sur l'île de Muck.

Le standard autorise toutes les robes, sauf celles dites broken, soit le pie et le tacheté,,. Le pie existait à l'origine, mais il a été éliminé.
Le gène Dun est très fréquent, et donc les robes bai dun (isabelle) et souris, avec des marques primitives telles que la raie de mulet (qui se prolonge tout le long du dos jusqu'aux crins) et les zébrures sur les membres,,, en particulier les antérieurs. Les extrémités des poneys (bout de nez et membres) sont toujours noires. La tête noire, ou « cap de maure » en français, est recherchée. En anglais, les terminologies suivantes sont utilisés : yellow dun, bay dun, mouse dun, grey dun, etc.,
Il y a aussi beaucoup de sujets gris et bais, plus rarement noirs. La robe noire est peu fréquente et peu recherchée, car non typique du Highland, plutôt propre aux poneys de race Fell et Dales. Jasper Nissen postule que les robes noires et bai-brun chez le Highland soient héritées des chevaux de type Frison arrivés dans le Nord de l'Angleterre pendant la construction du mur d'Hadrien, directement ou via le Galloway ou le Fell.
Les sujets portant des marques blanches sont exclus de la reproduction, aucune balzane et aucun sabot blanc n'étant toléré,. Seule une légère marque blanche en tête est tolérée,.

### Tempérament et entretien

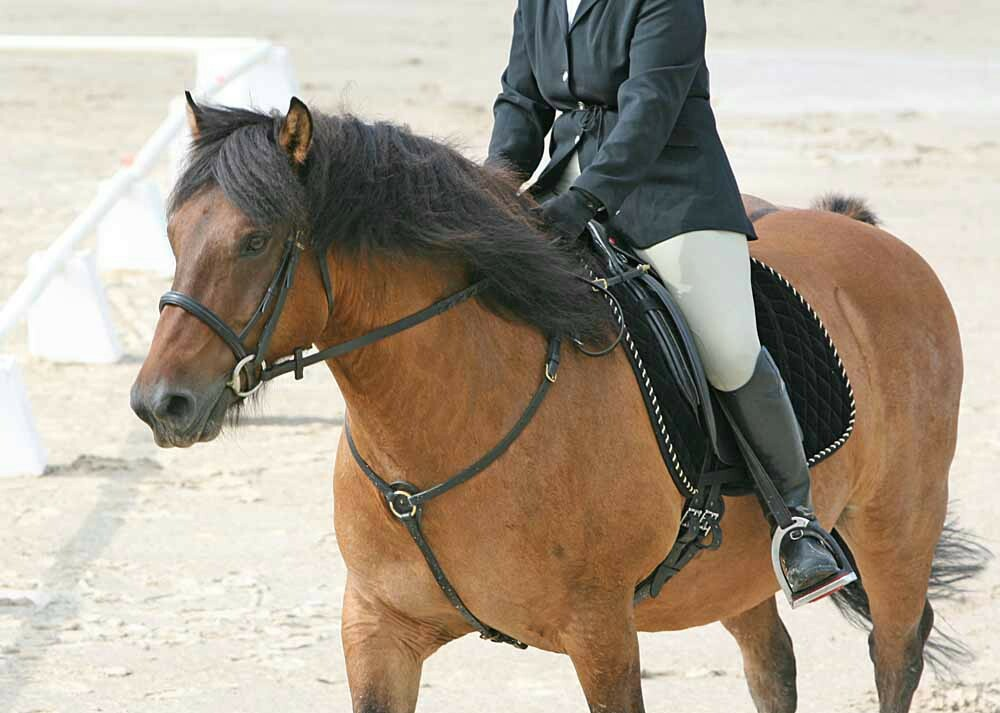
Poney Highland monté en selle anglaise.

Le Highland a une réputation de poney doux et calme,, intelligent et sensible. D'après l'autrice britannique Caroline Silver, il est affectueux et accorde généralement sa confiance, mais se méfie des personnes étrangères et garde les mauvais traitements longtemps en mémoire. Ce n'est pas un poney rapide en raison de son gabarit, mais il est actif,. Ses allures sont droites et dégagées, relativement équilibrées malgré une tendance à se placer sur les antérieurs.
Il a historiquement évolué dans un environnement rude, qui lui a conféré robustesse et rusticité, lui permettant de vivre à l'extérieur toute l'année et de subsister sur un peu de paille et de fourrage l'hiver. Il tend à mal s'adapter à une vie en box, l'extérieur lui convenant beaucoup mieux. Il est en revanche prédisposé à la fourbure du printemps, en particulier si une alimentation trop riche lui est donnée. Les poneys Highland ont aussi une incidence plus élevée d'arthrose de l'articulation du grasset, souvent associée à des lésions du ménisque, qui se manifeste par une boiterie complète.
Il n'est porteur d'aucune maladie génétique héréditaire connue,, étant notamment exempt du syndrome d'immunodéficience du poulain. Quatre poneys Highland « à risque » ont fait l'objet d'une publication en 2005, pour rétention de membranes fœtales. Une étude de cas a porté en 1993 sur un poney Highland en détresse respiratoire après une opération du larynx.
Le Highland ne nécessite pas de ferrure, à moins de se déplacer régulièrement sur des sols goudronnés. Sa longévité est réputée remarquable, certains poneys pouvant atteindre l'âge de 40 ans et plus.

## Utilisations

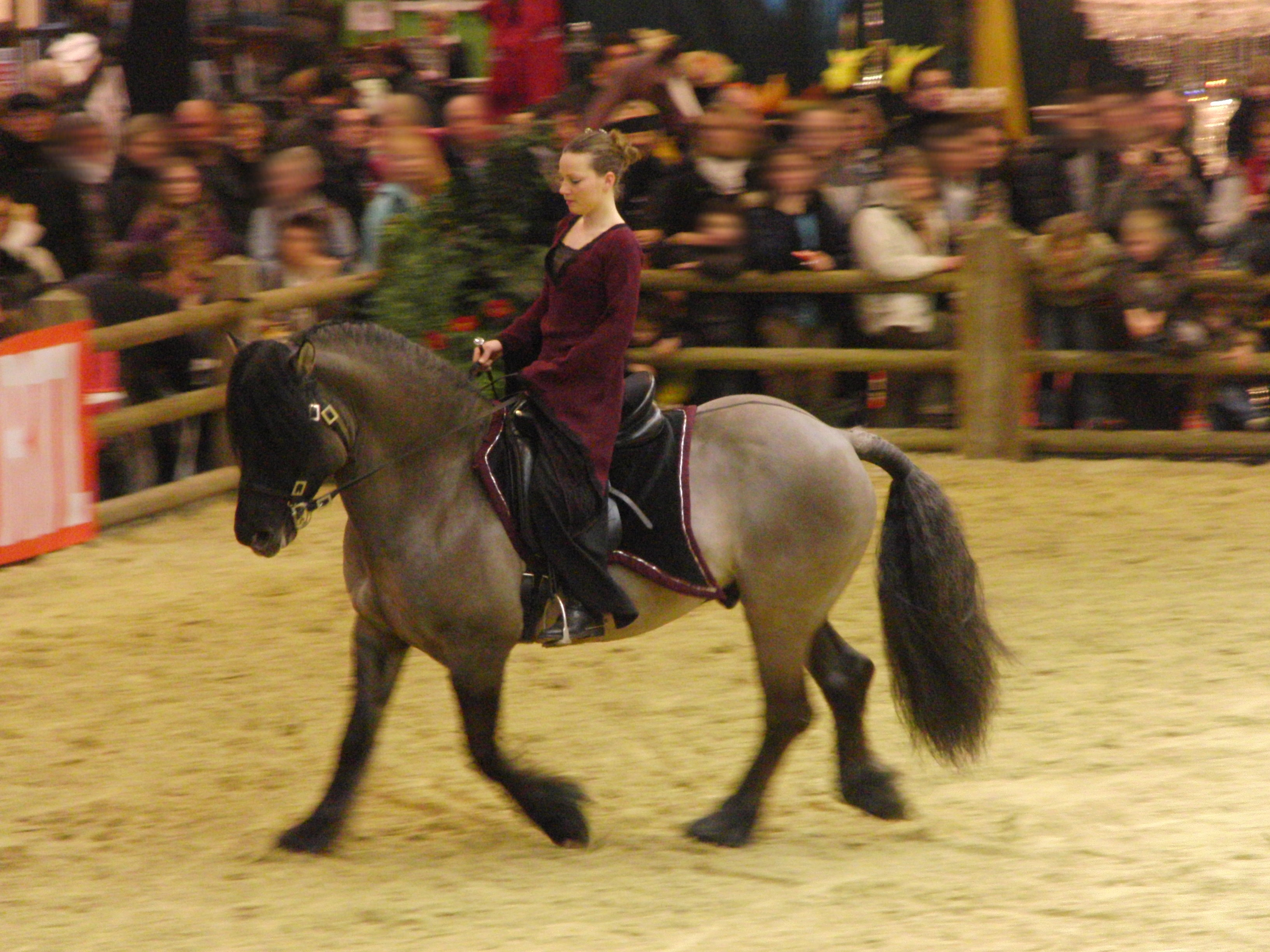
Highland monté au Salon international de l'agriculture de 2013.

### Usages historiques
L'utilisation première du Highland est liée à la chasse au cerf,. Son calme assure au chasseur de tirer au fusil en toute tranquillité,. Sa force et son pied sûr lui permettent de transporter la carcasse de l'animal abattu même sur les terrains les plus difficiles,. Il est historiquement un cheval de travail et de bât,. Les habitants de l'Écosse l'emploient longtemps pour une foule de tâches agricoles, telles que le transport de la tourbe et la garde des troupeaux de moutons, ainsi que dans la cavalerie,. S'il est rarement attelé du fait de la nature du terrain en Écosse, il n'a pas non plus été sélectionné pour l'usage exclusif au bât, contrairement à des poneys voisins. Il porte souvent de lourds paniers attachés à un bât de chaque côté.

### Poney de famille
Le Highland est désormais apprécié comme petit cheval familial grâce à son caractère attachant, et à sa capacité à être monté tant par des enfants que par des adultes, même corpulents,,,. Son attache de tête et sa conformation le rendent en effet maniable. Cette orientation vers les loisirs ne lui est pas toujours favorable, le poney pouvant souffrir de manque d'activités et de la relégation dans un pré riche.

### Instruction, randonnée et attelage

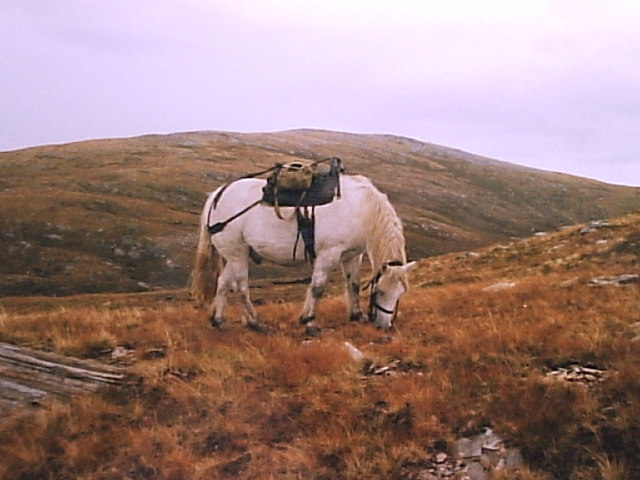
Highland gris bâté, dans le Sutherland.

Il est présent dans les centres équestres et les poney-clubs,, certains centres équestres français l'utilisant pour l'enseignement de l'équitation et de l'attelage. Il excelle en effet à l'attelage grâce à sa résilience, sa force et son tempérament, et tout particulièrement à l'attelage de randonnée. Le Highland a décroché des victoires en attelage à quatre au Royal Highland Show et durant le championnat national de la British Horse Society (BHS), et il peut être attelé aussi bien seul qu'en paire ou à quatre.
Réputé très bon randonneur (de grande randonnée notamment),, il peut être monté tant par des cavaliers débutants que par des confirmés. Sa rusticité durant l'hiver en fait un bon choix de poney pour toute activité commerciale de randonnée.

### Autres utilisations
Dans un contexte où les exigences de l'équitation sportive sont de plus en plus fortes, le Highland n'a pas le potentiel pour atteindre le niveau des Jeux olympiques, mais il est capable de sauter des obstacles et de participer à un concours complet,. Certains sujets ont en effet des dispositions pour le dressage et les parcours de cross,. Au Royaume-Uni, il est souvent vu en compétition réservée aux poneys des montagnes et des landes, par exemple monté en amazone ou en hunter.
Il est utilisé en débardage et travaux forestiers. Sa masse et son tempérament en font un bon cheval de voltige. Caroline Silver cite l'exemple d'un poney Highland de cirque capable de porter sept cavaliers adultes au petit galop. L'artiste normand Pierre Fleury présente ses deux Highlands gris, Nelson et Nessy, en spectacle équestre, avec une participation dans La France a un incroyable talent en 2012.
Le Highland est aussi employé en équithérapie et rééducation par l'équitation,. L'éleveuse Gaëlle Dubois estime en effet que son tempérament en fait une monture idéale pour des cavaliers en situation de handicap.
Le Highland peut être croisé avec le Pur-sang pour donner des chevaux de compétition, notamment de hunter en première génération et de sports équestres en seconde génération. Il a influencé la race du New Forest et celle du poney de Terre-Neuve.

## Diffusion de l'élevage

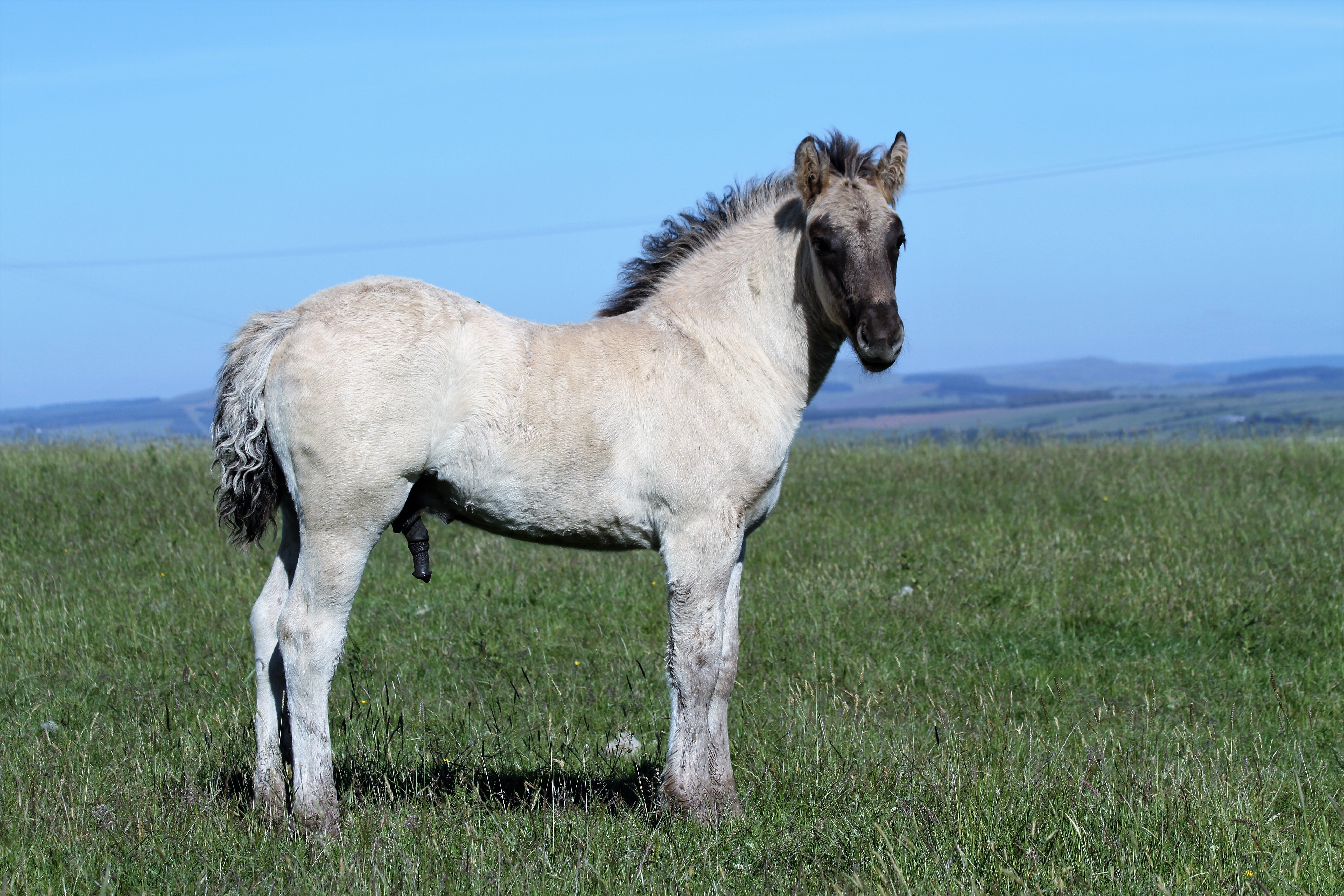
Poulain Highland de robe souris.

D'après le guide Delachaux, en 2016, il y aurait environ 5 500 Highland dans le monde ; d'autres sources parues entre 2002 et 2013 citant environ 5 000 sujets,,. C'est donc une race rare. Le Highland est classé parmi les races de chevaux en danger d'extinction à l'international. Il est globalement méconnu et peu répandu,, bien que son élevage ait connu une diffusion mondiale. L'étude menée par l'université d'Uppsala, publiée en août 2010 pour la FAO, signale le Highland comme race de chevaux internationale transfrontière. Bonnie Lou Hendricks le cite parmi les races « communes ».
En Europe, après la Grande-Bretagne, ce sont la France et l'Allemagne qui ont le plus grand cheptel de poneys Highland.

### En Écosse et en Grande-Bretagne

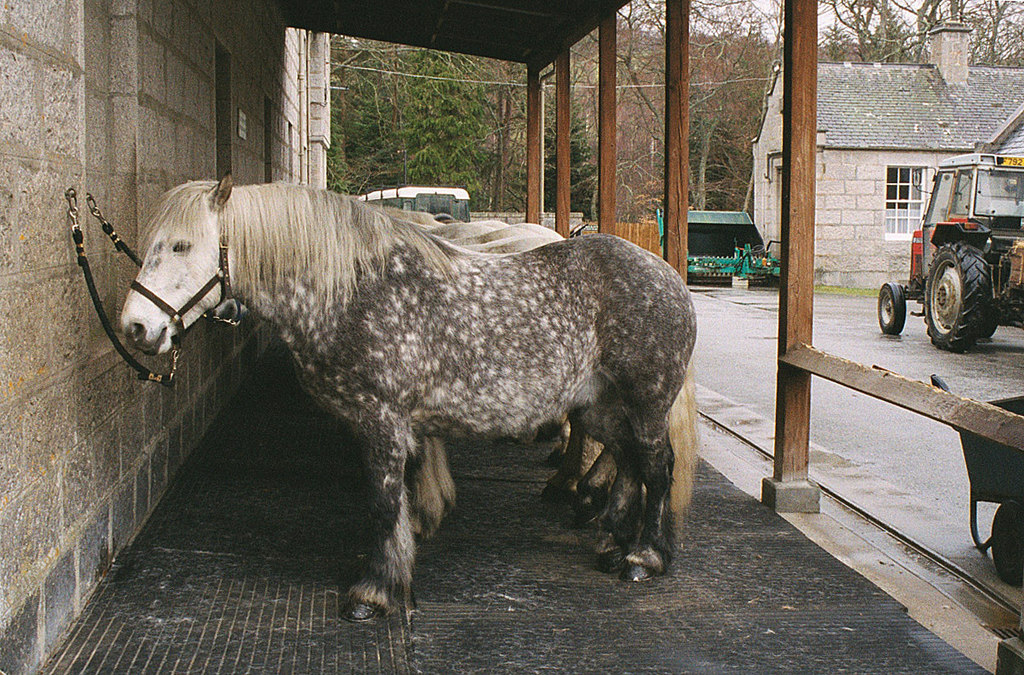
Poneys Highland du château de Balmoral en 2001.

Les effectifs de Highland en Grande-Bretagne sont inférieurs à 1 000 sujets en 2017. Le FAO le classe comme une race indigène en danger critique d'extinction en 2022. La race reste présente dans son berceau en Écosse, et se retrouve dans toute la Grande-Bretagne. Le Highland est visible chaque année pendant l'Exposition royale des Highlands (en), à Édimbourg au mois de juin. Durant les années 2010, la Heald Town Highland Pony Stud a créé et commercialisé un calendrier avec des photos de Highland pour récolter des fonds contre la maladie de l'herbe (en) (Equine Grass Sickness), en présentant notamment des poneys de l'élevage du château de Balmoral, propriété de la reine du Royaume-Uni, en 2019.

### En France

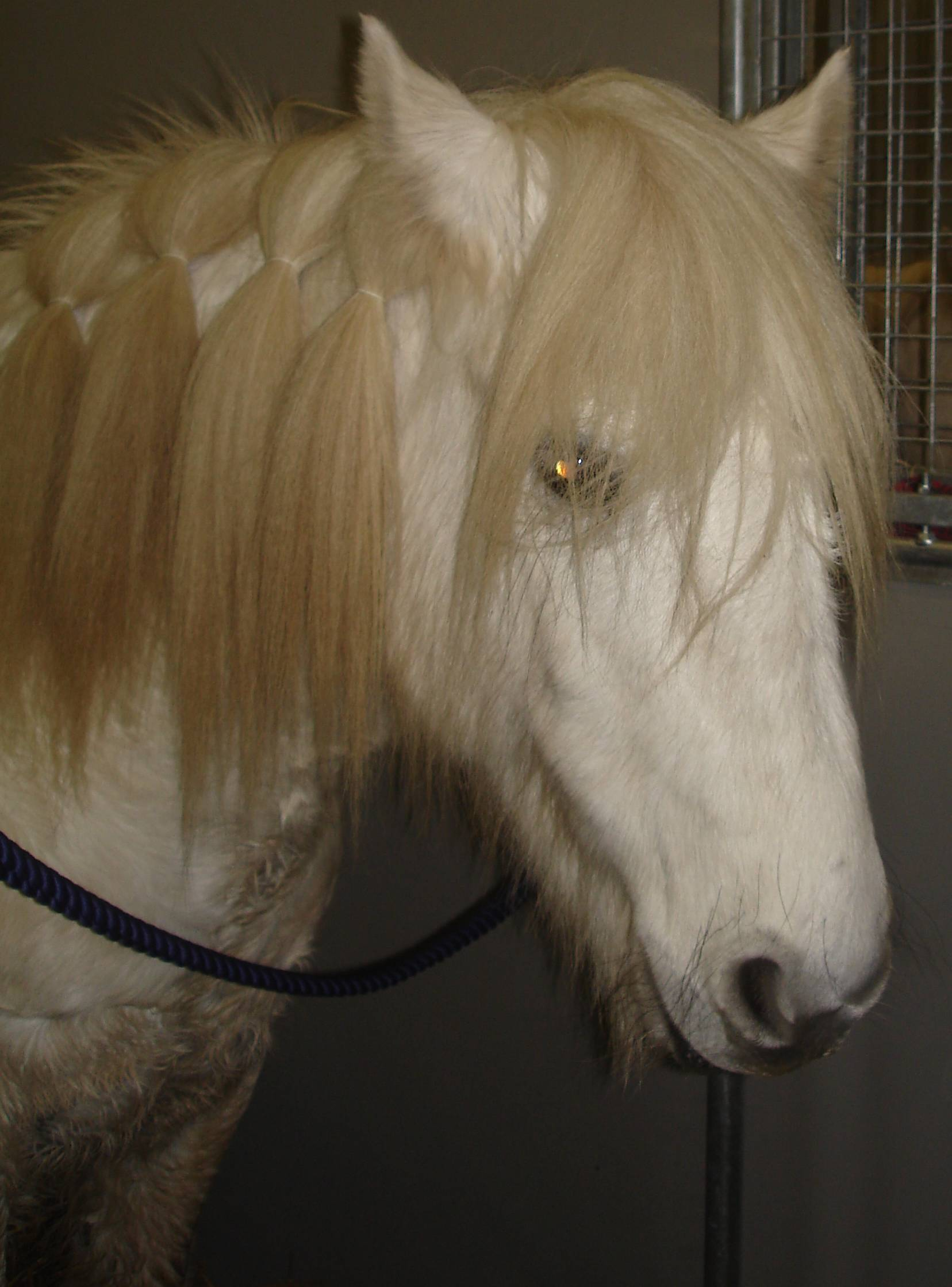
Poney Highland monté en poste hongroise au Salon du cheval de Paris de 2009.

En France, où le Highland est une race méconnue,, on compte 11 naissances et 8 étalons en activité en 2017, pour une population totale d'environ 600 poneys en 2013. Un recensement systématique publié en 2018 indique la présence de 764 poneys de race Highland en 2018. Il existait une quarantaine d'élevages en 2004, mais seulement huit perdurent en 2022. Les éleveurs français ont longuement importé des poneys de qualité jugée inférieure depuis l'Angleterre, et ont commencé plus récemment à les acquérir directement en Écosse, auprès de l'association nationale de la race. Deux poneys nés à l'élevage royal de Balmoral sont présents sur le sol français, un arrivé en 2010 et le second en 2022.
Le Highland est régulièrement présenté au Salon du cheval de Paris.

### Autres pays
Le Highland est élevé à petits effectifs dans une grande variété de pays, dont la Belgique, les Pays-Bas, l'Allemagne, la Pologne, l'Australie, l'Afrique du Sud, les États-Unis, et le Canada,. 28 Highlands sont recensés en Allemagne en 2020 selon DAD-IS ; cependant, le nombre réel serait d'environ 300 poneys.
L'Equus Survival Trust classe le Highland comme étant « vulnérable » (entre 500 et 1 500 femelles aptes à se reproduire) aux États-Unis, d'après l'évaluation de 2022.